# Pokémon the Movie: The Power of Us
Pokémon the Movie: The Power of Us (Pokémon, o Filme: O Poder de Todos(PT/BR)) é um filme de aventura e anime de 2018 produzido por OLM e Wit Studio. É o vigésimo primeiro filme de Pokémon lançado e o segundo filme da série de filmes reboot do anime. É a sequela de Pokémon, O Filme: Eu Escolho Você!, existente em uma continuidade separada do programa de televisão. É dirigido por Tetsuo Yajima e escrito por ambos Eiji Umehara (Grimoire of Zero) e Aya Takaha com design de personagens done por Shizue Kaneko (If Her Flag Breaks). É foi lançado no Japão em 13 de julho de 2018 e será o último período Heisei de lançamento da série. The Pokémon Company International e Fathom Events lançou o filme em uma corrida cinematográfica limitada em todo o mundo em 24 de novembro de 2018. No Brasil, lançou em 11 de janeiro de 2019, no canal Cartoon Network.

## Trama
Todos os anos, o festival do vento ocorre em Cidade de Fula, um lugar onde as pessoas são como um vento. Há uma crença de que o lendário Pokémon Lugia aparecerá no último dia do festival, trazendo a todos a benção do vento. As pessoas começam a se reunir para o festival, entre as quais Lisa, uma estudante de ensino médio e novata com os Pokémon; Kagachi, um fanfarrão que conta as trolas aos visitantes; Trito, um pesquisador temeroso e com grande falta de confiança; Hisui, uma mulher velha bastante extravagante que odeia os Pokémon e Largo, uma menina que vagueia misteriosamente pela floresta sozinha. Quando Ash e Pikachu os conhecem, a história de todos começa a fluir...

## Elenco
- Ash Ketchum (サトシ, Satoshi) Voz de: Rica Matsumoto (Japonês), Sarah Natochenny (Português), Charles Emmanuel (Português)
- Pikachu (ピカチュウ, Pikachū) Voz de: Ikue Ōtani
- Jessie (ムサシ, Musashi) Voz de: Megumi Hayashibara (Japonês), Michele Knotz (Português), Flávia Saddy (Português)
- James (コジロウ, Kojirō) Voz de: Shin-ichiro Miki (Japonês), James Carter Cathcart (Português), Thiago Fagundes (Português)
- Meowth (ニャース, Nyāsu) Voz de: Inuko Inuyama (Japonês), James Carter Cathcart (Português), Sérgio Stern (Português)
- Enfermeira Joy (ジョーイ, Joy) Voz de: Chika Fujimura (Japonês), Michele Knotz (Português), Luisa Palomanes (Português)
- Oficial Jenny (ジュンサー, Junsar, Jenny) Voz de: Chinami Nishimura (Japonês), Emily Jenness (Português), Mariana Torres (Português)
- Narrador (ナレーション, Narration) Voz de: Unshō Ishizuka (Japonês), Rodger Parsons (Português), Filipe Albuquerque (Português)
- Rita (リサ, Lisa, Risa) Voz de: Rina Kawaei (Japonês), Haven Paschall (Português)[9], Ana Elena Bittencourt (Português)
- Margareth (ラルゴ, Rarugo/Largo, Margo) Voz de: Mana Ashida (Japonês), Erica Schroeder (Português), Bia Menezes (Português)
- Kalil (カガチ, Kagachi, Callahan) Voz de: Koji Ohkura (Japonês), Billy Bob Thompson (Português), Reginaldo Primo (Português)
- Tiago (トリト, Torito, Toren) Voz de: Gaku Hamada (Japonês), Eddy Lee (Português), Wirley Contaifer (Português)
- Claúdia (ヒスイ, Hisui, Harriet) Voz de: Masako Nozawa (Japonês), Kathryn Cahill (Português), Maria da Penha (Português)
- Zeraora (ゼラオラ) Voz de: Kōichi Yamadera (Japonês), Pete Zarustica (Português)
- Kelly (リリィ, Lily) Voz de: Inori Minase (Japonês), Laurie Hymes (Português), Reginaldo Primo (Português)
- Mia (ミア, Mia) Voz de: Yū Shimamura (Japonês), Martha Harms (Português), Angélica Borges (Português)
- Ricardo (リク, Riku/Rick, Rick) Voz de: Shoko Nakagawa (Japonês), Lianne Marie Dobbs (Português), Enzo Dannerman (Português)
- Perfeito Oliver (オリバー市長, Oribā-shichō) Voz de: Kōichi Yamadera (Japonês), Marc Thompson (Português), Eduardo Borgerth (Português)
- Jason Voz de: Jake Paque (Inglês), Rodrigo Antas (Português)

## Sequência
A sequência, Pokémon the Movie: Secrets of the Jungle estreou em 25 de dezembro de 2020.

## Lançamento

### Lançamentos Internacionais
| País           | Data de lançamento     |
| -------------- | ---------------------- |
| Japão          | 13 de julho de 2018    |
| Estados Unidos | 24 de novembro de 2018 |
| Brasil         | 11 de janeiro de 2019  |
| Portugal       | 17 de novembro de 2019 |